# HMS Alfhild
HMS Alfhild var en 2:a klass kanonbåt i svenska flottan. Hon byggdes av Bergsunds varv och sjösattes den 10 december 1862. Hon var byggd i stål, var försedd med två master och kunde föra upp till 270 m² segel. Mellan 1866 och 1867 monterades de två kanonerna bort och ersattes av en 96 mm kanon. Besättningen kunde då minskas till 31 man. Omklassades 1914 till transportfartyg.